# Uttar Latabari
Uttar Latabari è una suddivisione dell'India, classificata come census town, di 14.447 abitanti, situata nel distretto di Jalpaiguri, nello stato federato del Bengala Occidentale. In base al numero di abitanti la città rientra nella classe IV (da 10.000 a 19.999 persone).

## Geografia fisica
La città è situata a 26° 40' 37 N e 89° 26' 25 E.

## Società

### Evoluzione demografica
Al censimento del 2001 la popolazione di Uttar Latabari assommava a 14.447 persone, delle quali 7.399 maschi e 7.048 femmine. I bambini di età inferiore o uguale ai sei anni assommavano a 1.624, dei quali 819 maschi e 805 femmine. Infine, coloro che erano in grado di saper almeno leggere e scrivere erano 9.920, dei quali 5.526 maschi e 4.394 femmine.